# Манобала
Манобала (там. மனோபாலா; 4 июня 1953, Марунгур, Траванкор-Кочин — 3 мая 2023, Ченнаи) — индийский кинорежиссёр
 и актёр, работавший в фильмах на тамильском языке. Лауреат кинопремии штата Тамил-Наду.

## Биография
Родился 8 декабря 1953 года в небольшой деревне недалеко от Танджавура и при рождении получил имя Балачандер. Большую часть школьного образования он получил в Бангалоре, а затем переехал в Тирукаттупалли для учёбы в 10-м и 11-м классах. Поскольку его оценки ухудшились из-за увлечения кино, он вернулся в Бангалор для прохождения предвузовской подготовки. Когда его родители дали своё согласие, он поступил в колледж изящных искусств в Ченнаи. Во время обучения он писал статьи под псевдонимом Манобала, изучал бхаратнатьям, посещал уроки вины, а также снимал короткометражные фильмы со своими одногруппниками: дуэтом режиссёров Роберт-Раджасекар и Джаябхарати.
Карьеру в кино Манобала начал с должности помощника режиссёра Бхаратираджи в фильме 1979 года Puthiya Vaarpugal. Он также сыграл в фильме эпизодическую роль. В 1982 году Манобала дебютировал  как самостоятельный режиссёр с фильмом Agaya Gangai. Среди его наиболее известных режиссёрских работ — Pillai Nila (1985) с участием Мохана, Oorkavalan (1987) с Раджникантом, En Purushanthaan Enakku Mattumthaan (1989) с Виджаякантом, Mallu Vetti Minor (1990) с Сатьяраджем и Paarambariyam (1993) с Шиваджи Ганешаном.
На следующий год после выхода En Purushanthaan Enakku Mattumthaan режиссёр переснял его на хинди как «Мой муж только мой». В 1999 году Манобала снял получивший высокую оценку телефильм Siragugal, в центре сюжета которого была домохозяйка, начавшая жизнь заново после расставания с мужем.
После 2002 года он выступал в основном как актёр второго плана. Манобала снялся в таких фильмах, как, «Сын Бога» (2004), «Таинственная гостья» (2005), «Неожиданная встреча» (2008), Thamizh Padam (2010), «Тайное оружие» (2012), Kalakalappu (2013), Aranmanai (2014) и Siruthai (2014). По итогам 2011 года он был награждён кинопремией штата Тамил-Наду как лучший исполнитель комических ролей.
В 2014 году он выступил в качестве продюсера в фильме Sathuranga Vettai начинающего режиссёра  Х. Винота. Картина получила признание критиков и премию SIIMA за лучший дебют продюсера. Манобала также занимался производством сиквела, но из-за финансовых проблем Sathuranga Vettai 2 так и не вышел в прокат.
В 2019 году актёр озвучил красноклювую птицу-носорога Зазу в тамильской версии «Короля Льва».
Также он запустил канал на YouTube под названием WastePaper, где брал интервью у режиссёров и актёров.
Манобала скончался 3 мая 2023 года в своем доме в Ченнаи.
У него остались жена Уша и сын Хариш.